# Neuss
Neuss is een gemeente en stad in de Duitse deelstaat Noordrijn-Westfalen. De stad ligt tegenover en ten zuiden van Düsseldorf op de linkeroever van de Rijn bij de monding van de Erft. De gemeente telt 153.109 inwoners (31 december 2020) op een oppervlakte van 99,53 km². Neuss is Kreisstadt van de Rhein-Kreis Neuss. Het is de grootste stad van Duitsland die geen kreisfreie Stadt is, maar tot een Kreis behoort. Sinds 1968 is de officiële naam van de stad Neuss, daarvóór spelde men Neuß. Oude Nederlandse spellingen zijn Nuys, Nuijs en Nuis.

## Geschiedenis

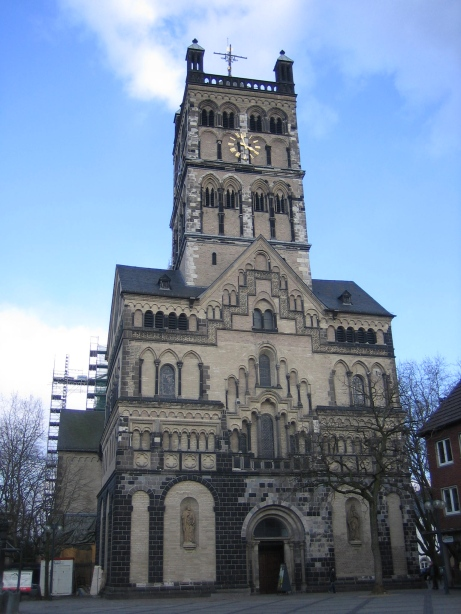
Het Quirinusmunster

De stad en haar naam gaan terug op het Romeinse legerkamp Castra Novaesium, dat in de eerste eeuw voor Chr. werd ingericht. Neuss behoort daarmee tot de oudste steden van Duitsland: in 1984 vierde de stad haar 2000-jarig bestaan. Neuss kreeg in 1190 stadsrechten.
In 1209 werd begonnen met de bouw van de laat-romaanse basiliek Quirinusmunster, het belangrijkste monument van de stad. De Romeinse martelaar Quirinus is de schutspatroon van Neuss. In de middeleeuwen was Neuss een van de belangrijkste bedevaartsoorden in het Rijnland: Quirinus' relieken bevinden zich in het munster.
In 1474 en 1475 werd de stad door Karel de Stoute belegerd tijdens het beleg van Neuss.
Op 26 juli 1586 werd de stad volledig vernietigd tijdens de Keulse Oorlog door een aanval op de stad door de Hertog van Parma tijdens het Bloedbad van Neuss. Daarbij werden in totaal ongeveer 3000 burgers gedood, op een bevolking van ongeveer 4500, en het complete garnizoen bestaande uit 1600 soldaten werd vermoord. Nadat de stad in brand werd gestoken bleven slechts acht huizen gespaard.

### Kanalenplannen
In de zomer van 1626 wilde Spanje een Rijn-Maaskanaal aanleggen van Neuss naar Venlo. De keurvorst van Keulen keerde zich hier fel tegen. Hij vreesde onder andere dat de Rijn omgeleid zou worden naar de Maas. Spanje gaf toe en koos in september een noordelijker tracé van Rheinberg naar Venlo. Dit kanaal, de Fossa Eugeniana, werd niet voltooid. Van het tracé bij Neuss is mogelijk een kleine aanzet bewaard gebleven in de Reuschenberger Busch.
In de periode 1804-1810 pakte Frankrijk onder Napoleon Bonaparte het oorspronkelijke plan weer op. Het begon aan het Grand Canal du Nord (Groot Noorderkanaal, in Duitsland Nordkanal) van Neuss naar Venlo, en verder naar de Schelde bij Antwerpen. Ook dit kanaal werd niet voltooid. In Neuss zijn er wel resten van aanwezig.

## Stadsdelen
Het stadsgebied van Neuss is in de volgende 28 stadsdelen verdeeld, die slechts dienen voor de statistiek. In tegenstelling tot andere grote steden in Noordrijn-Westfalen, die Kreisfrei zijn, is Neuss niet verdeeld in stadsdistricten. De stadsdelen zijn genummerd en dragen een naam. Tot enige van deze stadsdelen behoren ook nog los van het stadsgebied gelegen dorpen met eigen namen, zoalsa Stüttgen, Minkel, Dirkes, Röckrath, Derikum, Schlicherum, Allerheiligen, Elvekum, Lanzerath, Bettikum, Gier en Kuckhof.
De 28 stadsdelen zijn:

1 Innenstadt, 2 Dreikönigenviertel, 3 Hafengebiet, 4 Hammfeld, 5 Augustinusviertel, 6 Gnadental, 7 Grimlinghausen, 8 Uedesheim, 9 Weckhoven, 10 Erfttal, 11 Selikum, 12 Reuschenberg, 13 Pomona, 14 Stadionviertel, 15 Westfeld, 16 Morgensternsheide, 17 Südliche Furth, 18 Mittlere Furth, 19 Nördliche Furth, 20 Weissenberg, 21 Vogelsang, 22 Barbaraviertel, 23 Holzheim, 24 Grefrath, 25 Hoisten, 26 Speck/Wehl/Helpenstein, 27 Norf, 28 Rosellen (met Rosellerheide en Allerheiligen)

## Geboren
- Theodor Schwann (1810-1882), bioloog
- Thea Sternheim (1883-1971), auteur en vertaler
- Joseph Frings (1887-1978), kardinaal
- Thomas Rupprath (1977), zwemmer

## Galerij

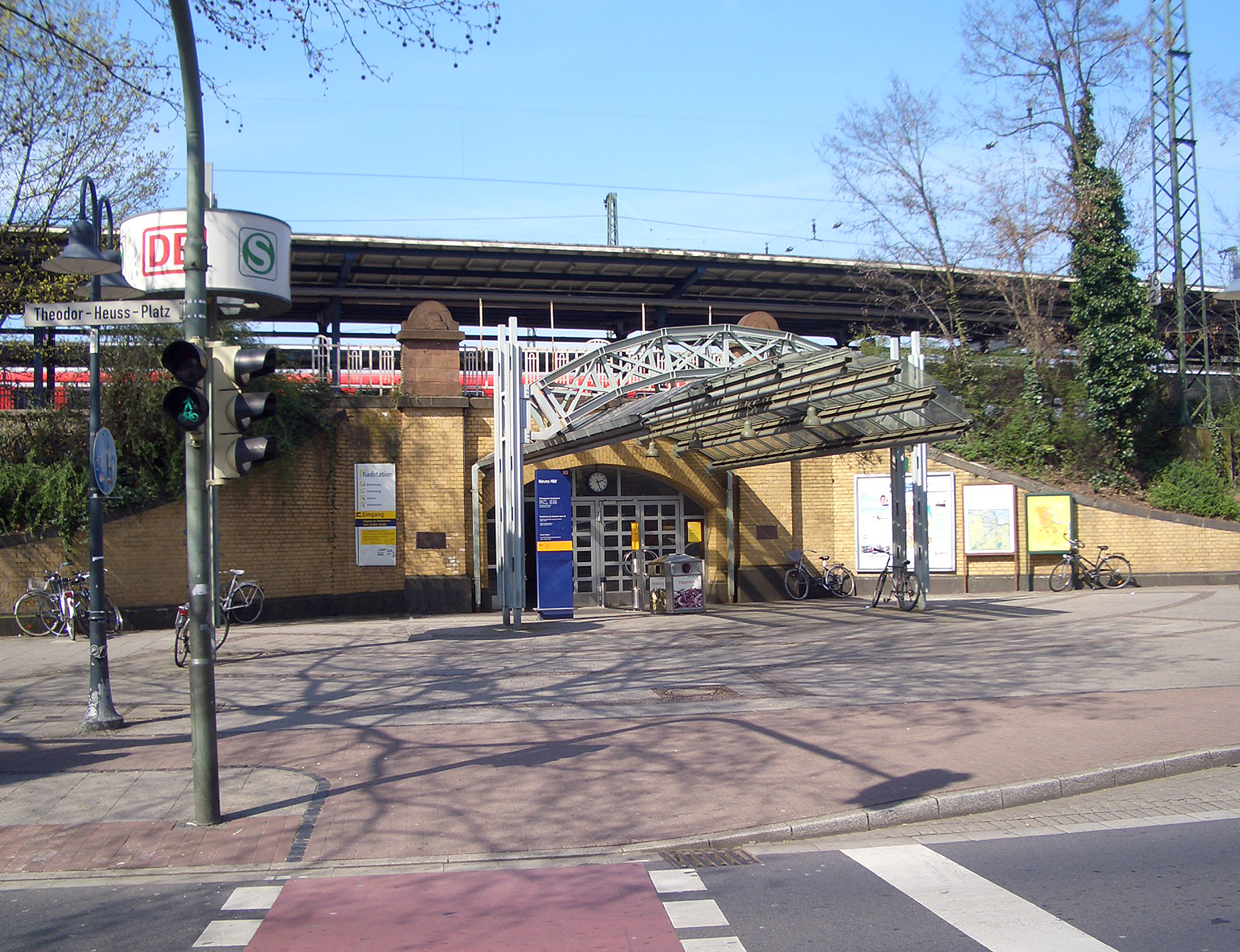
Neuss Hauptbahnhof
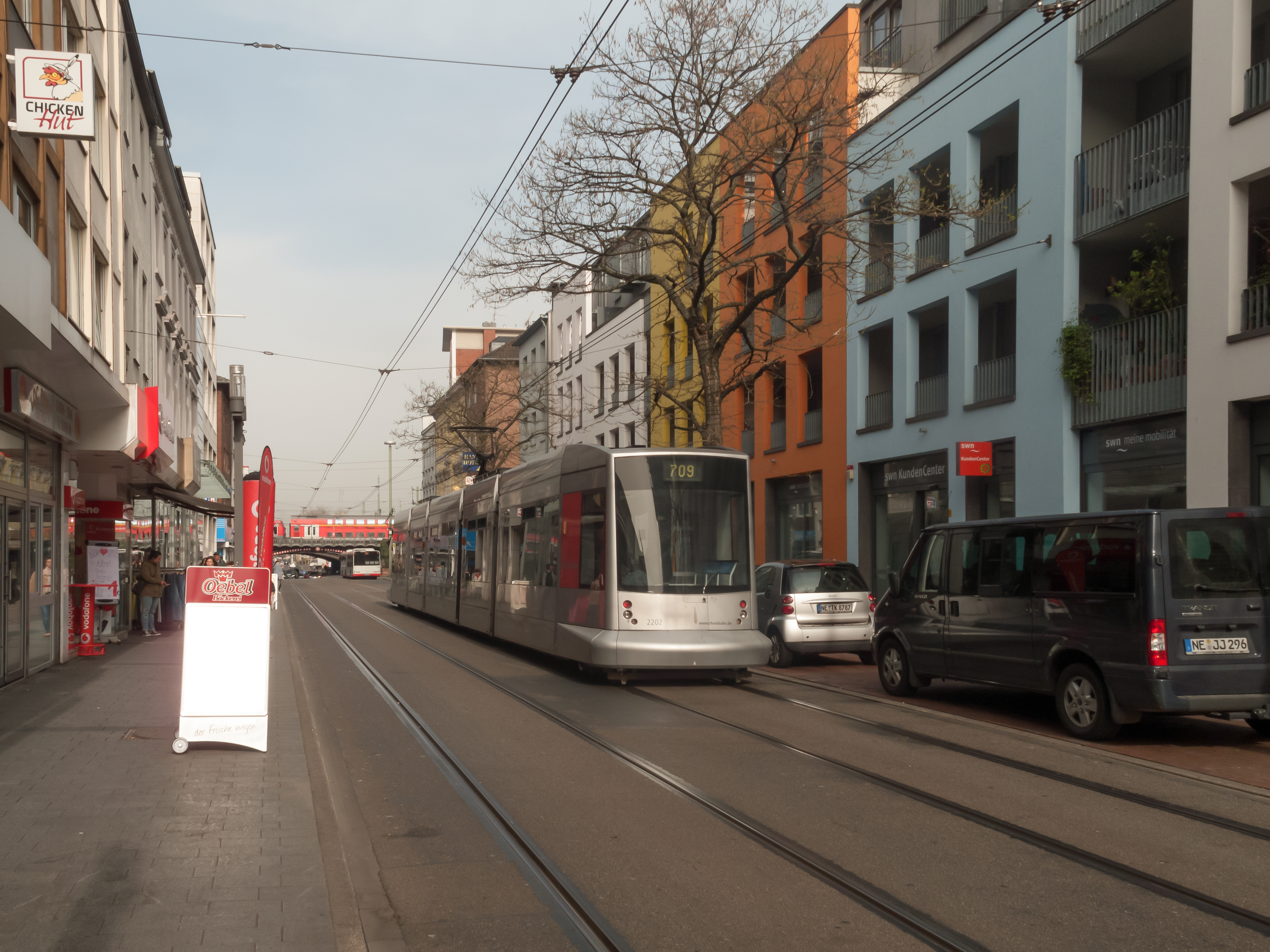
Krefelder Straße
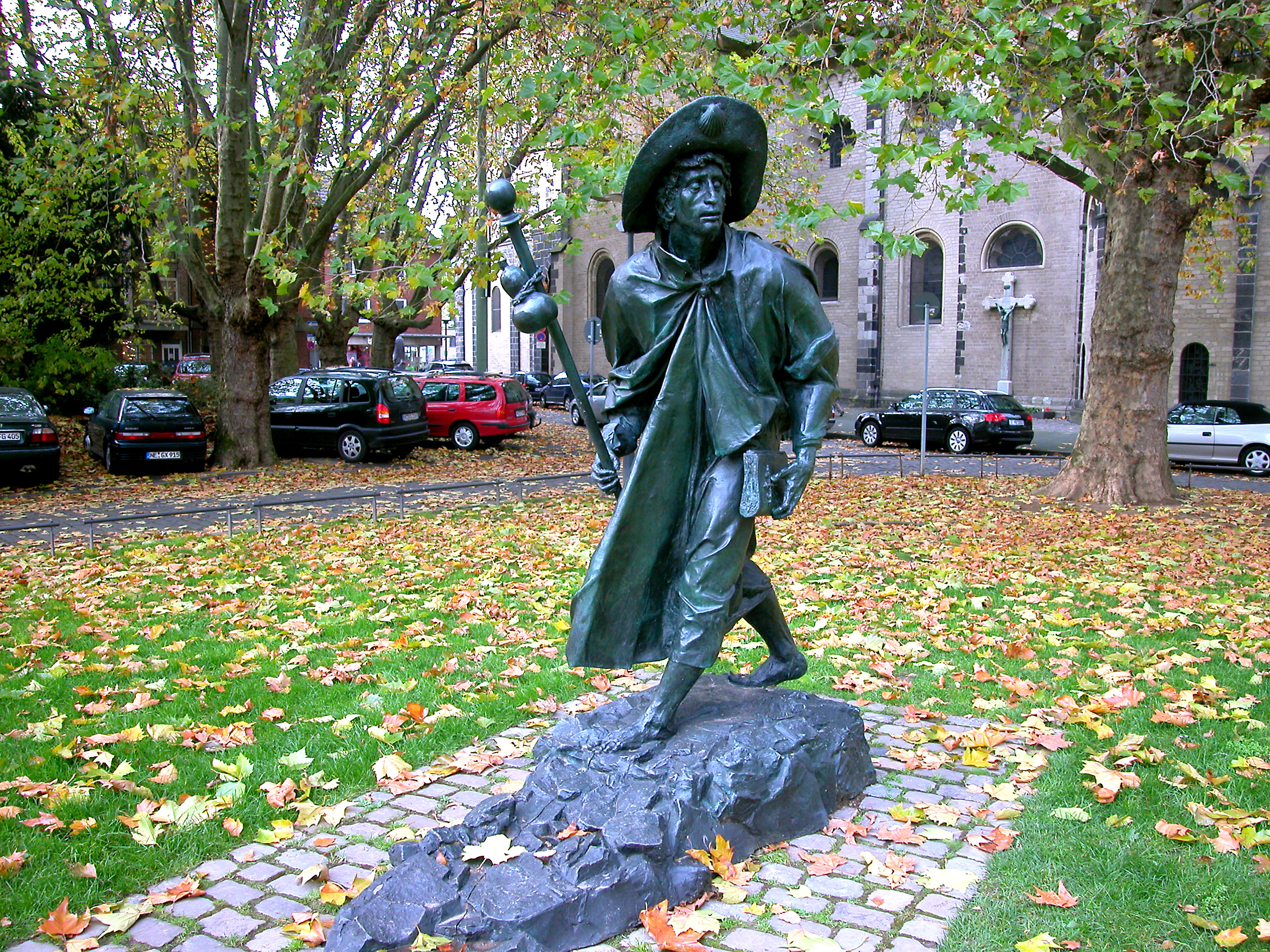
Beeld van pelgrim naar Santiago de Compostella